# Dynasty Warriors
Dynasty Warriors is een serie videospellen ontwikkeld door KOEI. De verhaallijn is gebaseerd op de periode van Drie Koninkrijken in China van 184 tot 234. Het spel is vergelijkbaar met Samurai Warriors.

## Korte uitleg
Bij Dynasty Warriors (de eerste versie van het spel) strijdt men tegen de bekendste krijgers uit de Drie Koninkrijken in een een-op-eengevecht. 
Vanaf Dynasty Warriors 2 vecht men in historische of verzonnen veldslagen als officier in het leger, meestal met het hoofddoel de commandant van de vijand te verslaan, terwijl de eigen commandant in leven blijft.

## Spellen
- Dynasty Warriors
- Dynasty Warriors 2 (Shin Sangokumusō) (2000) - PlayStation 2
- Dynasty Warriors 3 (Shin Sangokumusō 2) (2001) - PlayStation 2; (2002) - Xbox
- Dynasty Warriors 3: Xtreme Legends (Shin Sangokumusō 2 Mōshōden) (2002) - PlayStation 2
- Dynasty Warriors 4 (Shin Sangokumusō 3) (2003) - PlayStation 2, Xbox
- Dynasty Warriors 4: Xtreme Legends (Shin Sangokumusō 3 Mōshōden) (2003) - PlayStation 2
- Dynasty Warriors 4: Empires (Shin Sangokumusō 3 Empires) (2004) - PlayStation 2
- Dynasty Warriors PSP (Shin Sangokumusō) (2004) - PlayStation Portable
- Dynasty Warriors 5 (Shin Sangokumusō 4) (2005) - PlayStation 2, Xbox
- Dynasty Warriors Advance (Shin Sangokumusō Advance) (2005) - Game Boy Advance
- Dynasty Warriors 4 Hyper (Shin Sangokumusō 3 Hyper) (2005) - Windows 2000/XP
- Dynasty Warriors 5: Xtreme Legends (Shin Sangokumusō 4 Moushouden) (2005) - PlayStation 2
- Dynasty Warriors 5 Special (Shin Sangokumusō 4 Special) (2005) - Xbox 360, Windows XP
- Dynasty Warriors 5: Empires (Shin Sangokumusō 4 Empires) (2006) - PlayStation 2, Xbox 360
- Dynasty Warriors Vol. 2 (Shin Sangokumusō 2nd Evolution) (2006) - PlayStation Portable
- Dynasty Warriors BB (Shin Sangokumusō BB) (2006) - Windows 2000/XP (Online)
- Dynasty Warriors DS: Fighter's Battle (Shin Sangokumusō DS) (2007) - Nintendo DS
- Dynasty Warriors 6 (Shin Sangokumusō 5) (2007) - PlayStation 3, Xbox 360, pc
- Dynasty Warriors 7 - PlayStation 3, Xbox 360 2010
- Dynasty Warriors Online: pc (MMORPG-Versie)(2010)
- Dynasty Warriors 8 - PS3, Xbox360 (July 2013)
- Dynasty Warriors 8: Extreme Legends
- Dynasty Warriors 8: Empires
- Dynasty Warriors 8: Empires Free Alliances Version
- Dynasty Warriors 9 - Playstation 4, XBox One, PC

## Personages
Zoals de titel al zegt, zijn de spellen geconcerteerd rond de Dynasty Warriors. Sommigen hiervan zijn speelbaar, anderen niet. Bijna alle officieren hebben echt bestaan. Hieronder volgt de chronologie van het verschijnen van de personages bij elk nieuw spel.
Dynasty Warriors 1; 14 personages plus Nobunaga en Toukichi.
Personages:
Cao Cao - Dian Wei - Diao Chan - Guan Yu - Lu Bu - Lu Xun (Wu) - Sun Shang Xiang - Taishi Ci - Xiahou Dun - Xu Zhu - Zhang Fei - Zhao Yun - Zhou Yu - Zhuge Liang
Dynasty Warriors 2; 28 personages.
14 nieuwe personages:
Dong Zhuo - Gan Ning - Huang Zhong - Jiang Wei - Liu Bei - Lu Meng - Ma Chao - Sima Yi - Sun Jian - Sun Quan - Xiahou Yuan - Yuan Shao - Zhang Jiao - Zhang Liao
Dynasty Warriors 3; 39 personages plus Fu Xi en Nu Wa.
11 nieuwe personages:
Da Qiao - Huang Gai - Meng Huo - Pang Tong - Sun Ce - Wei Yan - Xiao Qiao - Xu Huang - Zhang He - Zhen Ji - Zhu Rong
Dynasty Warriors 4; 42 personages.
3 nieuwe personages:
Cao Ren - Zhou Tai - Yue Ying
Dynasty Warriors 5; 48 personages.
6 nieuwe personages:
Pang De - Cao Pi - Ling Tong - Guan Ping - Xing Cai - Zuo Ci
In Dynasty Warriors 6 verdwenen er weer enkele:
Pang De, Da Qiao, Jiang Wei, Zuo Ci

## Veldslagen
Meestal gebaseerd op de geschiedenis, kan men meestrijden in enkele veldslagen:
- Gele Tulbandenopstand (Yellow Turban Rebellion)
- Beleg van Xiapi (Battle of Xia Pi)
- Slag bij Guandu (Battle of Guan Du)
- Slag bij de Rode Muur (Battle of Chi Bi)
- Veldtocht voor Yi (Campaign for Cheng Du)
- Slag op de Dingjun-berg (Battle of Mt. Ding Jun)
- Beleg van Maicheng (Battle of Mai Castle)
- Slag bij Yiling (Battle of Yi Ling)
- Slag op de Wuzhang velden (Battle of Wu Zhang Plains)